# Alexander Mitchell
Alexander Mitchell (Ellon, 17 ottobre 1817 – New York, 19 aprile 1887) è stato un banchiere, imprenditore e politico statunitense di origine scozzese, membro del Partito Democratico.

## Primi anni di vita
Nacque a Ellon, nell'Aberdeenshire, in Scozia, e immigrò negli Stati Uniti nel 1839. Intraprese una carriera nel settore bancario a Milwaukee e fondò la Marine Bank of Wisconsin.

## Carriera aziendale
Mitchell fu presidente della Chicago, Milwaukee and St. Paul Railway dal 1864 al 1887. Con il collega direttore Jeremiah Milbank (1818 – 1884) costruì questa ferrovia, che divenne una delle più redditize degli Stati Uniti, e Mitchell era considerato la persona più ricca del Wisconsin.

## Carriera politica
Mitchell rappresentò il 1º distretto congressuale del Wisconsin al 42º Congresso degli Stati Uniti d'America. Dopo la redistribuzione, rappresentò il 4º distretto congressuale del Wisconsin al 43º Congresso degli Stati Uniti d'America. Fu nominato governatore del Wisconsin nel 1877, ma rifiutò il posto.

## Appassionato di curling
Era un appassionato giocatore di curling e contribuì a rendere popolare questo sport negli Stati Uniti. Mitchell aiutò a fondare il Milwaukee Curling Club negli anni 1840, e poco prima di morire fu eletto patrono del Grand National Curling Club.

## Morte e sepoltura
Mitchell morì a New York e fu sepolto al Forest Home Cemetery di Milwaukee.

## Eredità
Mitchell possedeva una villa di fronte al tribunale della contea di Milwaukee, che ora è il sito del Wisconsin Club.
L'Historic Mitchell Street è stato nominato così in suo onore, così come la città di Mitchell, Dakota del Sud, incorporata nel 1881.
Il Mackie Building, che è stato costruito da Mitchell come proprietà di investimento, è elencato nel National Register of Historic Places. Inoltre, il Mitchell Building, che anche egli costruì, è elencato anche nel National Register of Historic Places.
I suoi documenti, insieme a quelli di suo figlio John, sono negli archivi della Wisconsin Historical Society.

## Famiglia
Mitchell era sposato con Martha Reed, sorella di Harrison Reed, che era stato governatore della Florida durante la Ricostruzione. Il figlio di Mitchell, John L. Mitchell, era un membro del Congresso e senatore degli Stati Uniti, e suo nipote, Billy Mitchell, era un ufficiale dello United States Army prominente durante i primi giorni dell'aviazione militare.